# Провинциальная жаба-повитуха
Провинциальная жаба-повитуха (лат. Alytes dickhilleni) — редкий вид земноводных из семейства круглоязычных. Эндемик Испании.

## Описание
Длина тела от 32,8 до 56,5 мм. Спина беловатого или сероватого окраса с тёмными пятнами. Железистые бугорки на спине беловатые. Фаланги пальцев короткие и широкие. Зрачки вертикальные. Питается в основном небольшими насекомыми и пауками.

## Образ жизни
Естественными местами обитания провинциальной жабы-повитухи являются умеренные леса, пресноводные болота, пастбища, водоёмы, пруды и аквакультуры. Вид находится под угрозой исчезновения из-за потери мест обитания.

## Размножение
Самцы носят икру прикрепленную к задним лапкам, пока не вылупятся головастики (примерно через месяц), а затем выпускают их в водоём.

## Распространение
Ареал вида сильно фрагментирован и площадь составляет менее 2000 км². Вид обитает на высоте от 700 до 2140 метров над уровнем моря (горы Сьерра-Невада, Альмерия).

## Охрана
Этот вид занесён в Приложение II Бернской конвенции. Он включён в региональные Красные книги и присутствует на охраняемых территориях: Национальный парк Сьерра-Морена, Национальный парк Сьерра-Невада-де и природный парк Касорла. Защитные мероприятия проводятся в провинциях Кастилия — Ла-Манча и Андалусия.